# Alfonso Cerón Núñez
Alfonso Cerón Núñez (Alhama de Murcia, 4 de julio de 1928 - Mataró, 20 de octubre de 2015) fue un historietista español.

## Biografía
Alfonso Cerón estudió periodismo, y dirigió las revistas infantiles "Paseo Infantil" (1956) y Cadete-K.D.T. (1959).
Aparte de algunas breves colaboraciones con Bruguera, trabajó fundamentalmente para la prensa generalista durante los años sesenta: "La Prensa" (1962), "Diario de Barcelona (1966).
Entre 1970 y 1978, volvió a Bruguera para ilustrar las adaptaciones de Joyas Literarias Juveniles.

## Obra
| Años | Título                                                | Guionista                | Tipo       | Publicación                                  |
| ---- | ----------------------------------------------------- | ------------------------ | ---------- | -------------------------------------------- |
| 1956 | Micky Capone, gángster de pega Micky Capone y su jefe |                          | Serie      | Paseo Infantil Cadete-K.D.T. en 1959         |
| 1956 | TomHate, turista                                      |                          | Serie      | Paseo Infantil, Cadete-K.D.T.                |
| 1956 | Don Marcial, chupatintas ejemplar                     |                          | Serie      | Paseo Infantil                               |
| 1959 | Abelito                                               |                          | Serie      | Cadete-K.D.T.                                |
| 1959 | Don Faustino y su familia                             |                          | Serie      | Tío Vivo                                     |
| 1961 | As de Corazones                                       |                          | Serial     | Bruguera                                     |
| 1966 | Fortunato, el Cenizo                                  |                          | Serie      | Tío Vivo                                     |
| 1970 | La Isla del Tesoro                                    | José Antonio Vidal Sales | Monografía | Bruguera: Joyas Literarias Juveniles, núm. 2 |
| 1970 | David Coperfield                                      | José Antonio Vidal Sales | Monografía | Bruguera: Joyas Literarias Juveniles, núm. 8 |

## Colección Cerón del Archivo Histórico de la Ciudad de Barcelona
El Archivo Histórico de la Ciudad de Barcelona custodia más de 7.700 dibujos originales, obra de diversos autores, que fueron publicados a lo largo de los años en el Diario de Barcelona. 2.986 de estos dibujos llevan la firma de Cerón. Con sus historietas diarias él, como otros muchos autores, han ilustrado los acontecimientos más importantes de un amplio periodo de nuestra historia reciente: el franquismo, la transición y la democracia.
Cerón realizó dibujos de humor de carácter político para el Diario de Barcelona entre 1964 y 1980, la gran mayoría para la sección titulada “Cerón lo ha visto así”, con sátira de ámbito internacional, pero también nacional y local.
La colección de dibujos originales para el Diario de Barcelona, junto con el archivo y la hemeroteca del diario, fueron adquiridos por el Ayuntamiento de Barcelona en 1984.